# ماريا مونتيسوري
مَارِيَا تِيكُلًا ارْتيميسا مُونْتِيسُورِي (بالإيطالية: Maria Montessori)‏ ‏ (31 أغسطس 1870- 6 مايو 1952) هِيَ طَبيبَة ومُعَلِّمة وفيلسوفة وعالِمة نفس، وطبيبَة نفسيَّة، ومُحاضرة، ورياضياتية. عُرِفت بِفلسفتِها بالتَّعليم التِي حملت اسمَها لاحِقًا، استطاعت فِي عُمْر مُبكر أنَّ تنضم إلى المدرسة التِّقْنيَّة الخاصَّة بالفتيان مُحْطَّمةً بذلك القواعِد والأعِّراف التي تمنع الفتيات مِن الحُصول على التعليم، لِتَحْقِيق حُلمِها فِي دراسة الهندسة، لكن سُرعان ما غَيَّرت رأْيها وَقَرَّرت امتِهان الطِّبِّ واكِّمال دراسَتِها فِي جامِعة سابينْزا فِي رُوما، حيْثُ تخرجت -بِمرتبة الشَّرف- فِي عام 1896م. ركزت مونتيسوري في مدارسها على التغذية المناسبة، والنظافة، والسلوك، والتدريب الحسي، بحيث يعمل الأطفال بالتجهيزات التي صممتها، وتعتمد هذه المواد على التصحيح الذاتي، حيث تقوم نظرية مونتيسوري على التعلّم الذاتي، وأهم ركيزة في منهجها هو أن «يتعلم الأطفال كيف يتعلمون» مع توجيه بسيط من الكبار؛ وتُنظَّم هذه المواد من السهل إلى المعقد. يستند نهجها التعليمي على التركيز على الطفل، وأيضًا على الملاحظات العلمية للأطفال. وقد أنشأت ماريا أكثر من 4000 فصل دراسي قائم على منهجها في شتى أرجاء العالم، وَلَا تزال طَريقَتُها التَّعْليميَّةُ مُستخدمة حتَّى الآن فِي العَديدِ مِنْ المدارس العامة والخاصة فِي تلك المناطق. كذلك تُرجمت كتبها إلى العديد من اللغات، وقبل أن تتوفى كانت قد رُشِحت ثلاث مرات لنيل جائزة نوبل للسلام ما بين عامي 1949-1951.

## السيرة الذاتية

### الميلاد والأسرة

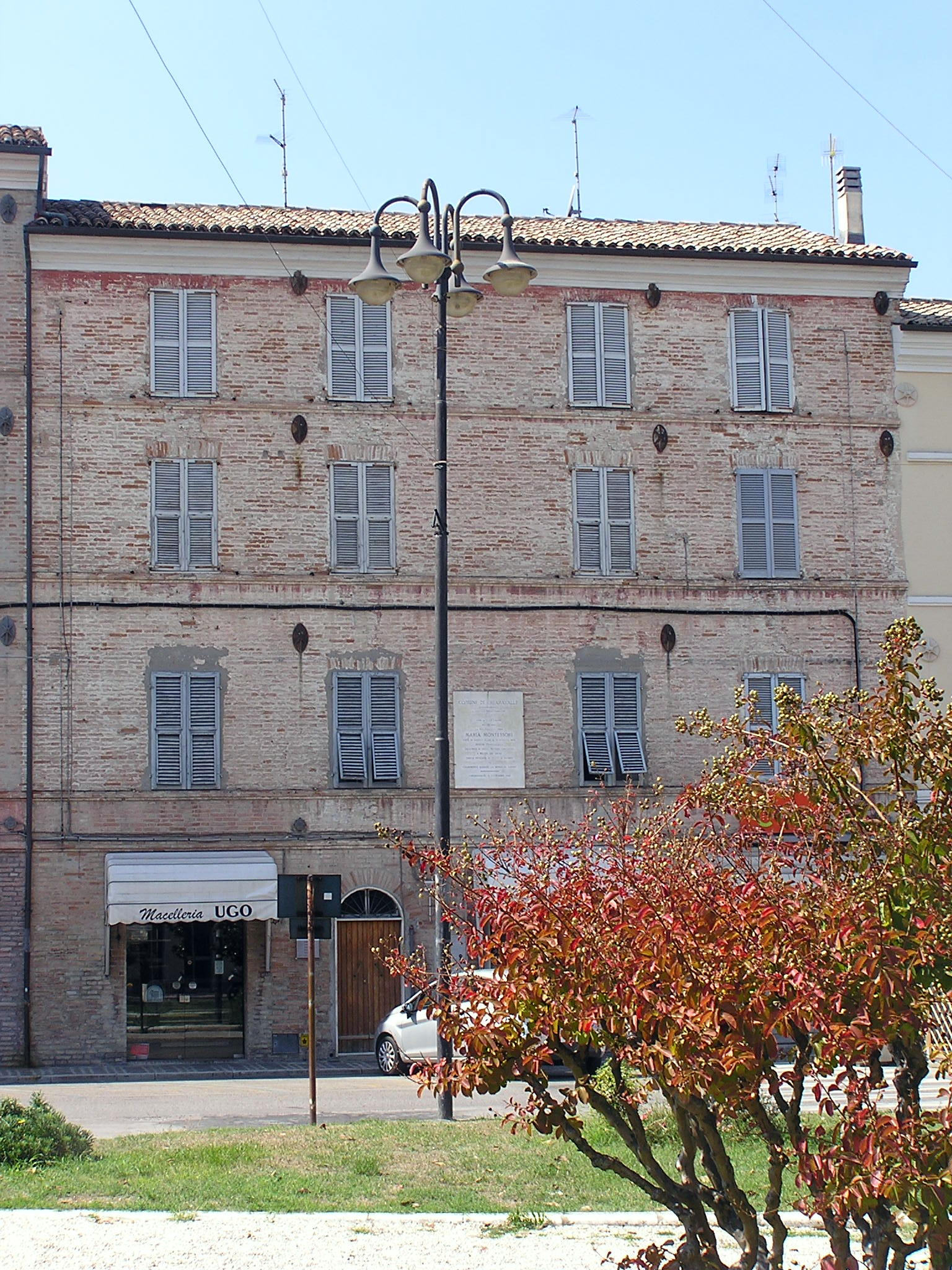
منزل ماريا مونتيسوري في بلدة كيارافالي، حيث ولدت ونشأت.

وُلدت ماريا مُونْتِيسُورِي في 31 أغسطس 1870 في كيارافالي بمقاطعة أنكونا في إيطاليا. والدها هو  اليساندرو مونتيسوري  -ذو 33 عامًا- يعمل كَمَسْؤول فِي وزارة الماليَّة فِي مصنع التَّبغ المحلي الذي تديره الدولة.
كانت والِدَتُها، رينيلد ستوباني -ذات 25 عامًا- متعلمة جيدًا في ذلك الوقت وهي ابنة أخت الجيولوجي الإيطالي وعالم الحفريات أنطونيو ستوباني. في حين أنَّه لم يكن لدى مَارِيَا أي معلم خاص، إلا أنها كانت قريبة جدًا من والدتها التي شجعتها باستمرار.

### 1883–1896: التعليم
الابتدائي

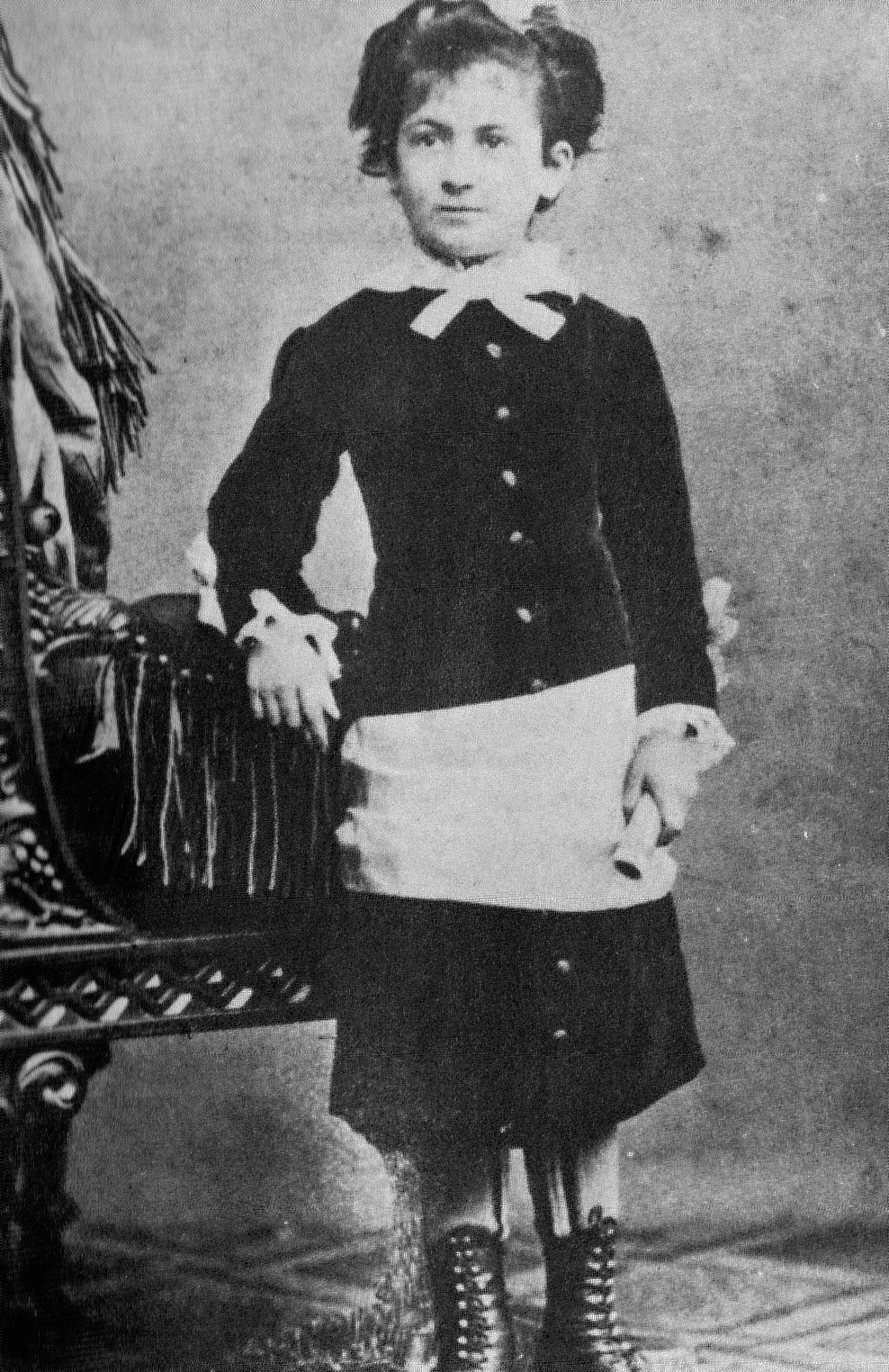
ماريا مُونْتِيسُورِي بعمر 10 سنوات.

انتقلت عائلة مُونْتِيسُورِي إلى فلورنسا في عام 1873، ثم إلى روما في عام 1875 بسبب عمل والدها. دخلت مُونْتِيسُورِي مدرسة ابتدائية عامة في سن السادسة عام 1876. سجَّلها المدرسيُّ المبكر «لم يكن جديرًا بالذكر»، على الرغم من أنها حصلت على شهادات للسلوك الحسن في الصف الأول.
الثانوي
في عام 1883 أو 1884،  في عمر 13 عامًا، التحقت مُونْتِيسُورِي بمدرسة ثانوية تقنية، حيث درست الإيطالية والحساب والجبر والهندسة والمحاسبة والتاريخ والجغرافيا والعلوم. تخرجت في عام 1886 مع درجات جيدة، في سن 16 اكملت دراستها في المعهد ودرست مُونْتِيسُورِي العديد من العلوم منها: علم الجبر والهندسة والتاريخ وأيضًا درست عدة لغات وبرعت في الحساب. وبعمر العشرين حصلت على شهادة في الفيزياء والرياضيات فقررت أن تدرس الطب في جامعة روما.
جامعة روما - تخصص الطب
مضت مُونْتِيسُورِي قُدمًا في نيَّتَها لدراسة الطب. ناشدت أستاذ الطب غويدو بكالي، لكنه لم يشجعها على دراسة الطب. ومع ذلك، التحقت بجامعة روما في عام 1890 وأخذت دورة دراسية في العلوم الطبيعية، واجتازت اختبارات في علم النبات، وعلم الحيوان، والفيزياء التجريبية، والأنسجة، وعلم التشريح، وكذلك الكيمياء العامة والعضوية، وحصلت على الشهادة في عام 1892م، بالإضافة إلى دراسات إضافية في الإيطالية واللاتينية، مما جعلها مؤهلة للالتحاق بالبرنامج الطبي في الجامعة في عام 1893.
تعرضت مُونْتِيسُورِي للكثير من المضايقات أثناء دراستها من قِبَل زملاءها لكونها امرأة تدرس الطب، لكن لم يمنعها ذلك من التفوق بل وحصلت على جائزة تقدير في سنتها الأولى. وبعد تخرجها فتحت مُونْتِيسُورِي عيادتها الخاصة بالإضافة إلى عملها بمستشفى الجامعة.

### 1896–1901: بداية الحياة المهنية والعائلية

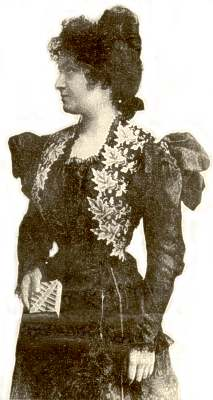
ماريا مُونْتِيسُورِي في صباها.

من عام 1896 إلى عام 1901، عملت مُونْتِيسُورِي مع الأطفال الذين يعانون من بعض أشكال الإعاقة الذهنية. بدأت أيضًا في السفر والدراسة ونشر أفكارها على الصعيدين الوطني والدولي، حيث برزت كمدافعة عن حقوق المرأة وتعليم الأطفال ذوي الإعاقات الذهنية.
في 31 مارس 1898 ولد ابنها ماريو مُونْتِيسُورِي نتيجة لعلاقة عاطفية مع جوزيبي مونتيسانو والذي كان طبيب زميل لها في كلية الطب في روما. لم ترد مُونْتِيسُورِي أنَّ تتزوج حتى لا تترك حياتها المهنية، فقد أرادت إكمال عملها ودراستها. أرادت أيضًا الحفاظ على سرية العلاقة مع والد طفلها بشرط ألا يتزوج أي منهما مع أي شخص آخر ولكن عندما وقع والد طفلها في الحب وتزوج لاحقًا شعرت مُونْتِيسُورِي بالخيانة وقررت مغادرة المستشفى الجامعي ووضع ابنها مع أسرة تعيش في الريف. لاحقًا اجتمعت بابنها وأصبح من أهم المساعدين لها في بحثها.
العمل مع الأطفال ذوي الاحتياجات الخاصة
عقب تخرجها من جامعة روما عام 1896، مُنحت منصب مساعدة طبيب في عيادة الطب النفسي في مستشفى الجامعة، كان جزءًا من عملها أن تقوم بزيارة المصحات حيث عملت على مراقبة الأطفال ذوي الإعاقات العقلية. درست مُونْتِيسُورِي أعمال كُلاً من جان إيتارد وإدوارد سيجوا، وطبقت مبادئ سيجوا في تربية ذوي الإعاقات العقلية، ونجحت نجاحًا باهرًا أدى بها إلى الاعتقاد بأن هناك أخطاء كبيرة في طرق وأساليب التربية المتبعة في تعليم العاديين من الأطفال فتعجبت قائلة:
نشر الوعي
اتخذت مُونْتِيسُورِي على عاتقها مسؤولية مساعدة الأطفال ذوي الاحتياجات الخاصة حيث وقفت أمام المؤتمر الطبي في مدينة تورينو مطالبةً ببناء مؤسسات للأطفال ذوي الاحتياجات الخاصة وإعطاء دورات تدريبية لمعلمي هؤلاء الأطفال. في عام 1899 عُينت مُونْتِيسُورِي مُستشارًا للرابطة الوطنية لحماية الأطفال ذوي الاحتياجات الخاصة التي شُكلت حديثًا. ودُعيت إلى إلقاء محاضرة حول أساليب التعليم الخاصة للأطفال ذوي الاحتياجات الخاصة في مدرسة تدريب المعلمين بكلية روما. في تلك السنة قامت مُونْتِيسُورِي بجولة في محاضرة وطنية مدتها أسبوعان أمام شخصيات عامة بارزة. انضمت إلى مجلس الرابطة الوطنية وعُينت محاضرة في علم الصحة وعلم الإنسان في واحدة من كليتي تدريب المعلمين للنساء في إيطاليا.
مدرسة التدريب
في عام 1900 افتتح أول معهد طبي وتربوي يُدرب ويُعرف المعلمين على الطرق الملائمة لتعليم الأطفال ذوي الاحتياجات الخاصة، وعُينت مونتيسوري مديرة للمدرسة.
سجل 64 معلما في الفصل الأول، درسوا فيها علم النفس، وعلم التشريح العصبي، وعلم الإنسان، وأسباب وخصائص الإعاقة العقلية. حققت المدرسة نجاحاً منقطع النظير وأعطت أملًا للأطفال الذين يواجهون صعوبات تعلم بأن يحصلوا على التعليم.
حققت المدرسة نجاحًا هائلًا وجذبت انتباه الكثير من الشخصيات البارزة ومسؤولين من دوائر الصحة والتعليم ومحاضريين مختصيين في التعليم وطب النفس من جامعة روما. اختارت مونتيسوري الطلاب الذين رُفِضوا من المدارس العادية بسبب إعاقتهم الذهنية كما أنها نجحت بتعليم الأطفال ليجتازوا امتحاناتهم كطلاب عاديين.

### 1901-1906: دراسات أخرى
لم يتوقف حب مُونْتِيسُورِي للعلم بل إنها درست أيضًا الفلسفة وعلم النفس مما أتاح لها فرصة تطوير أفكارها ومنهجها التعليمي، تابعت أيضًا دراسة مستقلة في علم الإنسان والفلسفة التربوية وترجمة كتب جان إيتارد وإدوارد سيجوا إلى اللغة الإيطالية، ومن هُنا بدأ اهتمامها بتطبيق طرق منهجها التعليمي على الأطفال العاديين.
استمر عمل مُونْتِيسُورِي في تطوير ما ستطلق عليه لاحقًا «علم أصول التدريس» خلال السنوات القليلة المقبلة. في عام 1902، قدمت مُونْتِيسُورِي تقريرًا في مؤتمر تربوي وطني ثانٍ في نابولي. نشرت مقالتين عن علم أصول التدريس في عام 1903، واثنان آخران في العام التالي. في عامي 1903 و1904، أجرت أبحاثًا في علم الإنسان مع أطفال المدارس الإيطاليين، وفي عام 1904 كانت مؤهلة كمحاضِرة في علم الإنسان بجامعة روما. تم تعيينها محاضرة في كلية التربية في الجامعة واستمرت في هذا المنصب حتى عام 1908. وتمت طباعة محاضراتها في كتاب بعنوان علم الإنسان التربوي في عام 1910.

### 1906–1911: «بيت الأطفال» وانتشار أفكار مونتيسوري
البيت الأوّل

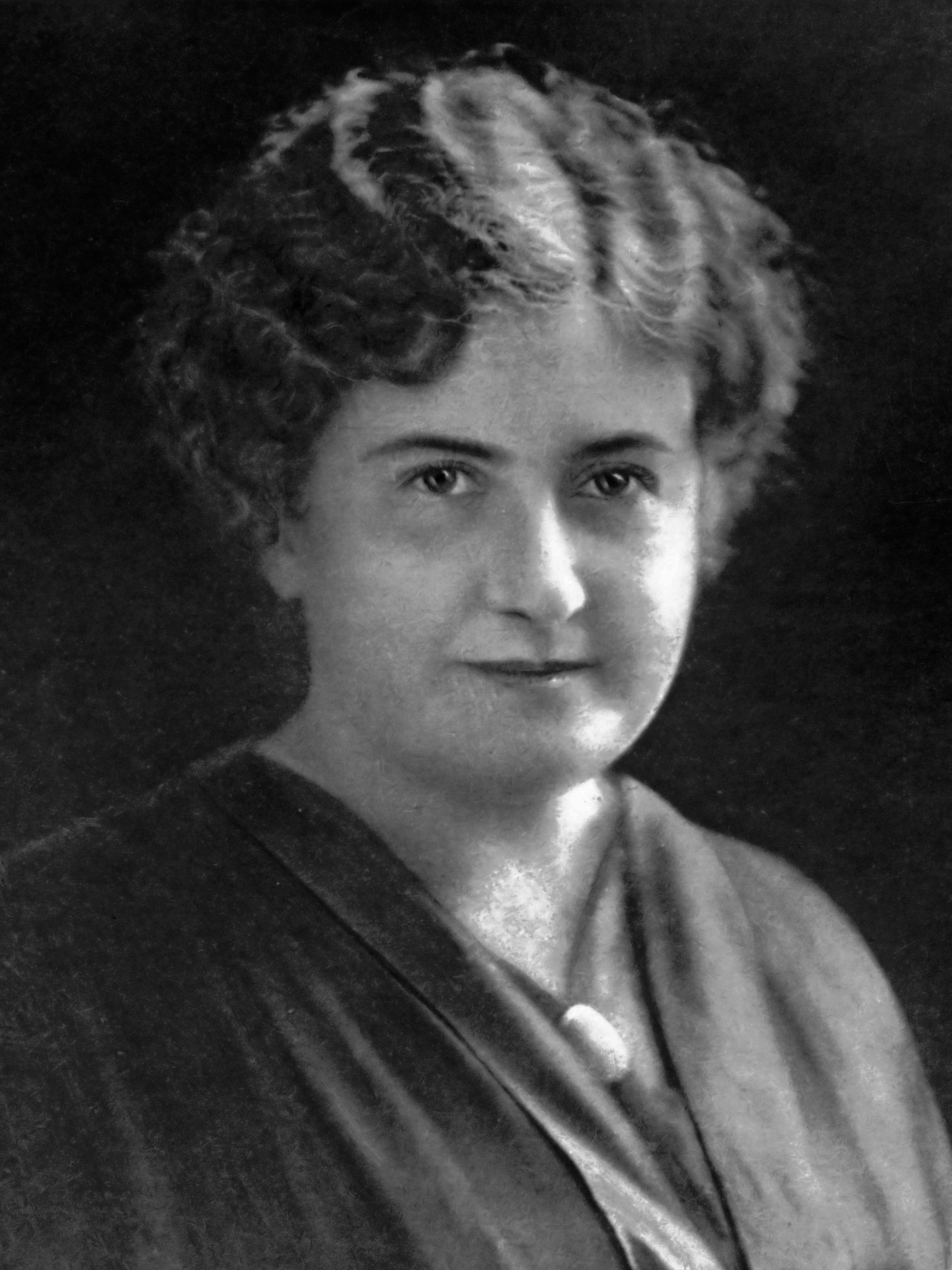
بورتريه لماريا مونتيسوري.

دُعيت مُونْتِيسُورِي في عام 1906، بأن تشرف على تعليم مجموعة أطفال ينحدرون من أسر محدودة الدخل في منطقة سان لورينزو في روما. قبلت مُونْتِيسُورِي العرض لأنها كانت تود تطبيق طرقها التعليمية على الأطفال العاديين. افتتحت مدرسة «بيت الأطفال» في السادس من يناير عام 1907، وسجل فيها من 50 إلى 60 طفلًا تتراوح أعمارهم بين الثانية والثالثة أو بين السادسة والسابعة.
في البداية، جُهزت الفصول الدراسية بطاولة مدرسية ولوح أسود وموقد وكراسي صغيرة وكراسي بذراعين وطاولات جماعية للأطفال، وخزانة مغلقة للمواد التي طورتها مُونْتِيسُورِي في مدرستها. تضمنت أنشطة الأطفال العناية الشخصية مثل ارتداء الملابس، الحفاظ على البيئة من خلال مسح الغبار والكنس، ورعاية الحديقة. واستخدم الأطفال المواد التي طورتها مونتيسوري. أشرفت مُونْتِيسُورِي بنفسها على التدريس والبحث والأنشطة المهنية الأخرى، وأيضًا أشرفت على العمل في الفصل ومراقبته، لكنها لم تُدرس الأطفال مباشرة فتم توفير التعليم والرعاية اليومية من ابنة حمال المدرسة تحت إشراف مُونْتِيسُورِي.
في الفصل الدراسي الأول، لاحظت مُونْتِيسُورِي السلوكيات لدى هؤلاء الأطفال الصغار والتي شكلت أساس طريقتها التعليمية. سجلت العديد من الملاحظات حول حلقات من الاهتمام والتركيز العميقين، والتكرارات المتعددة لنفس النشاط ومدى حساسية النظام في البيئة. أعطت الأطفال حرية التصرف والاختيار مما جعلهم يفضلون مواد مُونْتِيسُورِي التعليمية على الألعاب العادية، حتى أنهم لم يهتموا بأكل الحلويات والجوائز الأخرى ومع مرور الوقت صار الأطفال يضبطون أنفسهم تلقائيا.
بناءً على ملاحظاتها، طبقت مُونْتِيسُورِي عددًا من الممارسات التي أصبحت سمة مميزة لفلسفتها التعليمية وطريقة عملها. لقد استبدلت الأثاث الثقيل بطاولات وكراسي حجمها وثقلها مناسب لحجم الأطفال ووضعت مواد ذات حجم يناسب الأطفال على أرفف منخفضة يمكن للأطفال الوصول إليها وقامت بعمل مجموعة من الأنشطة العملية مثل: الكنس والعناية الشخصية وشملت مجموعة واسعة من التمارين للحفاظ على البيئة والذات، ومثال ذلك ترتيب الزهور وغسل اليدين والجمباز ورعاية الحيوانات الأليفة والطبخ. ووسعت الصفوف حتى يستطيع الأطفال اللعب والحركة كما يحلو لهم. تحدثت بكتابها عن اليوم المدرسي بالشتاء حيث يبدأ اليوم المدرسي من الساعة التاسعة صباحًا حتى الرابعة عصرًا، وهو مقسم كالتالي:
- 9-10: إلقاء التحية ثم التفتيش على نظافة الأطفال، ثم يقوم الأطفال بالتحدث عن يومهم السابق أو القيام بالشعائر الدينية.
- 10-11: تمارين فكرية. دروس موضوعية تقطعها فترات راحة قصيرة
- 11-11:30: القيام بالتمارين الرياضية
- 11:30-12: استراحة الغداء
- 12-1: فترة اللعب
- 2-3: القيام بأعمال يدوية
- 3-4: الغناء واللعب

آمنت مُونْتِيسُورِي بإعطاء الطفل المساحة والحرية للتصرف كفرد فعّال، مما يعطي نتائج دراسية أفضل ويساعد على إثراء شخصية الطفل، وعرفت هذه الطريقة بالطريقة المونتيسورية.
انتشار التعليم المونتيسوري في إيطاليا
لقد لاقى «بيت الأطفال» نجاحًا مِن أَوَّلِ مَرَّة، وافْتَتَحَ الثَّانِي في 7 أبريل 1907. استمر الأطفال في برامجها في إظهار التركيز والانتباه والانضباط الذاتي، وبدأت الفصول الدراسية في جذب انتباه المعلمين البارزين، والصحفيين والشخصيات العامة. في خريف عام 1907م، بدأت مُونْتِيسُورِي في تجربة المواد التعليمية للكتابة والقراءة، وهي رسائل مقطوعة من ورق الصنفرة ومثبتة على ألواح، وبطاقات صور بها ملصقات. تعامل الأطفال في عمر الرابعة والخامسة مع المواد تلقائيًا، وسرعان ما اكتسبوا الكفاءة في الكتابة والقراءة إلى ما هو أبعد مما كان متوقعًا بالنسبة لأعمارهم. اجتذب هذا مزيدًا من الاهتمام بعمل مُونْتِيسُورِي. تم افتتاح ثلاث أفرع أخرى في عام 1908 وفي عام 1909 استبدلت إيطاليا وسويسرا طرقها القديمة بالتعليم وتبنت طريقة مُونْتِيسُورِي.
في عام 1909 عقدت مُونْتِيسُورِي أول برنامج تدريبي بالطريقة الجديدة في تشيتا دي كاستيلو بإيطاليا، كذلك تم عقد دورتين تدريبيتين أخريين في روما عام 1910، والثالثة في ميلانو عام 1911. بَدَأَت سُمْعَة وَأَعْمال مُونْتِيسُورِي في الانتشار عالميًا أيضًا، وفي ذلك الوقت تقريبًا تخلت عن مُمارَسَتها الطِّبّيَّة لِتَكْرِيس المزيد من الوقت لأعمالها التعليمية، وتطوير أساليبها وتدريب المعلمين.

### 1909–1915: الاعتراف الدولي ونمو التعليم المونتيسوري
في عام 1909 بدأ عمل مُونْتِيسُورِي يلاقي استحسانًا واقبالًا من الزوار وبحلول نهاية عام 1911، اُعتمد تعليم مُونْتِيسُورِي رسميًا في المدارس العامة في إيطاليا وسويسرا وكان من المُخطط أن تفتح أبوابها في المملكة المتحدة بحلول عام 1912. كانت مدارس مُونْتِيسُورِي قد فتحت في باريس والعديد من مدن أوروبا الغربية الأخرى. ووضعت خطط لتشييد مدارس في كل من: الأرجنتين، أستراليا، الصين، الهند، اليابان، كوريا، المكسيك، سويسرا، سوريا، الولايات المتحدة، ونيوزيلندا.
تأسست جمعيات مُونْتِيسُورِي في الولايات المتحدة (لجنة مُونْتِيسُورِي الأمريكية)، والمملكة المتحدة (جمعية مونتيسوري للمملكة المتحدة). وفي عام 1913 عُقِدَتْ الدَّوْرَة التدريبية الدَّوْليَّة الأُولَى في روما، والثانية في عام 1914.
تُرجمت أعمال مُونْتِيسُورِي ونُشرت على نطاق واسع خلال هذه الفترة. نُشر كتاب في الولايات المتحدة باسم «طريقة مُونْتِيسُورِي: علم أصول التدريس» باعتباره تطبيقًا لتعليم الطفل في «بيوت الأطفال»، حيث أصبح أكثر الكتب مبيعًا. نشرت نسخة إيطالية منقحة في عام 1913. وصدرت طبعات روسية وبولندية في عام 1913 أيضًا، وصدرت طبعات ألمانية ويابانية ورومانية في عام 1914، تلتها إصدارات إسبانية (1915)، وهولندية (1916)، ودانماركية (1917). تم نشر علم الإنسان التربوي باللغة الإنجليزية عام 1913. في عام 1914، نشرت مُونْتِيسُورِي باللغة الإنجليزية كتيب خاص بأفكارها ودليلًا عمليًا للمواد التعليمية التي طورتها.
مونتيسوري في الولايات المتحدة

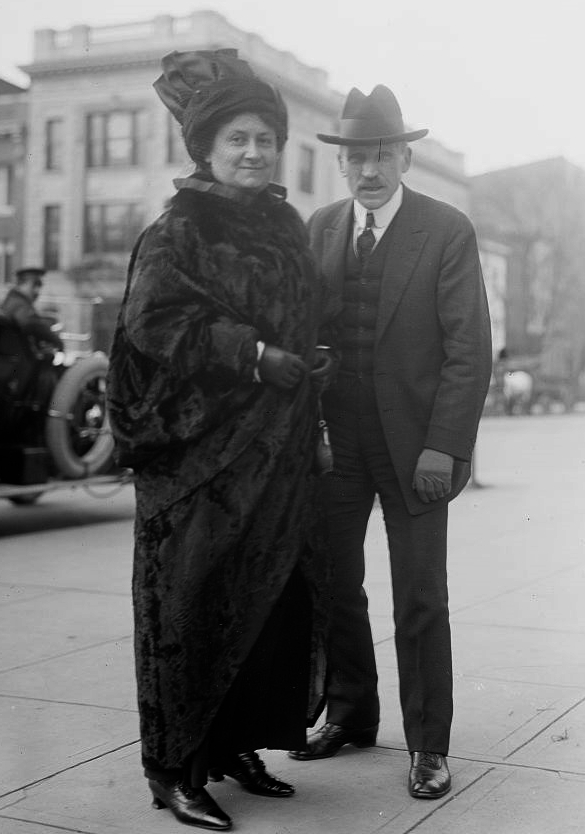
ماريا مُونْتِيسُورِي برفقة الصحفي الأمريكي صامويل سيدني مكلور في عام 1914.

في عامي 1911 و1912، كان عمل مُونْتِيسُورِي شائعًا وتم نشره على نطاق واسع في الولايات المتحدة، وخاصة في سلسلة من المقالات في مجلة مكلور، وافتتحت أول مدرسة لمُونْتِيسُورِي في أمريكا الشمالية في أكتوبر 1911، في تاريتاون، نيويورك. أَصْبَحَ المُخْتَرِع أَلِكْسَنْدَرْ غِراهام بِيلْ وَزَوْجَتِهِ مِنْ أَنْصارِ الطَّريقَةِ وَافْتَتَحَتْ مَدْرَسَة ثانيَةً فِي مَنْزِلِهِمْ فِي كَنَدَا.
بِيعَت الطَّريقَةُ الْمُونْتِيسُورْيَّةُ خِلال ستَّة إِصْدارات، كانت أول دورة تدريبية دولية في روما في عام 1913م تحت رعاية لجنة مُونْتِيسُورِي الأمريكية وشارك فيها 67 من أصل 83 طالبًا من الولايات المتحدة. بحلول عام 1913 كان هناك أكثر من 100 مدرسة لمُونْتِيسُورِي في البلاد. سافرت مُونْتِيسُورِي إلى الولايات المتحدة في ديسمبر عام 1913 في جولة محاضرة استمرت ثلاثة أسابيع شملت أفلامًا عن قاعاتها الدراسية الأوروبية، واجتمعت مع حشود كبيرة أينما سافرت.
بعد أن غادرت الولايات المتحدة في عام 1915، كانت حركة مُونْتِيسُورِي في الولايات المتحدة مجزأة، وكان تعليم مُونْتِيسُورِي عاملاً مُهملاً في التعليم في الولايات المتحدة حتى عام 1952.

### 1915–1939: مواصلة تطوير التعليم مونتيسوري
في عام 1915، عادت مُونْتِيسُورِي إلى أوروبا وأقامت في برشلونة، إسبانيا. وعلى مدار العشرين عامًا التالية سافرت مُونْتِيسُورِي وحاضرت على نطاق واسع في أوروبا وقدمت العديد من الدورات التدريبية للمعلمين. فشِهد التعليم المُونْتِيسُورِي نموًا ملحوظًا في إسبانيا وهولندا والمملكة المتحدة وإيطاليا.
إسبانيا (1915-1936)
عند عودتها من الولايات المتحدة، واصلت مُونْتِيسُورِي عملها في برشلونة، حيث طورت برنامج برعاية الحكومة الكاتالونية في عام 1915 كما أنَّها أنشأت مدرسة لمُونْتِيسُورِي، التي تخدم الأطفال من عمر ثلاث إلى عشر سنوات، وأنشأت أيضًا «دي بيداغوجيا» -معهد للبحث والتدريب والتعليم-. ثم قدمت دورة دولية رابعة هُناك في عام 1916، وشملت هذه الدورة المواد والأساليب، التي تم تطويرها على مدى السنوات الخمس الماضية، لتدريس القواعد والحساب والهندسة لأطفال المدارس الابتدائية من سن ست سنوات إلى اثني عشر عامًا. وفي عام 1917 نشرت مُونْتِيسُورِي عملها (التعليم الذاتي في المدرسة الابتدائية)، والتي ظهرت باللغة الإنجليزية على أنها طريقة مُونْتِيسُورِي المتقدمة. بدأت حركة الاستقلال الكتالونية عام 1920م بمطالبة مُونْتِيسُورِي باتخاذ موقف سياسي وإصدار بيان عام يؤيد حركة الإستقلال الكتالوني، ولكنها رفضت ذلك. فتم سحب الدعم الرسمي من برامجها في عام 1924، أغلق الحكم العسكري الجديد مدرسة مُونْتِيسُورِي النموذجية في برشلونة، وتراجع تعليم مُونْتِيسُورِي في إسبانيا، على الرغم من أن برشلونة ظل موطن مُونْتِيسُورِي على مدار الإثني عشر عامًا القادمة.
في ظل الجمهورية الإسبانية الثانية وتحديدًا عام 1933، رعت الحكومة دورة تدريبية جديدة وأعيد تأسيس الدعم الحكومي. نشرت كتابين في إسبانيا عام 1934 ولكن تصاعدت الحرب الأهلية الإسبانية في عام 1936 وبسبب الظروف السياسية والاجتماعية ما كان على مُونْتِيسُورِي إلا مغادرة إسبانيا بشكل دائم.
هولندا (1917-1936)
في عام 1917 أعطت مُونْتِيسُورِي محاضرات في أمستردام، وتأسست جمعية مُونْتِيسُورِي الهولندية. فعادت في عام 1920 لإلقاء سلسلة من المحاضرات في جامعة أمستردام. ازدهرت برامج مُونْتِيسُورِي في هولندا، وبحلول منتصف 1930 كان هناك أكثر من 200 مدرسة مُونْتِيسُورِي في البلاد. وفي عام 1935، انتقل مقر جمعية مُونْتِيسُورِي الدولية بشكل دائم في أمستردام.
المملكة المتحدة (1919-1936)
لاقى التعليم المُونْتِيسُورِي استحسانًا وشهرة واسعة في إنجلترا بين عامي 1912 و1914. وخاصةً عندما أتت لتقديم دورة تدريبية في عام 1919، استمر التعليم المُونْتِيسُورِي بإنجلترا على الرغم من وجود معارضين كما في الولايات الأمريكية المتحدة. وواصلت مُونْتِيسُورِي تقديم دورات تدريبية في إنجلترا كل عام حتى بداية الحرب العالمية الثانية.
إيطاليا (1922-1934)
دُعيت مُونْتِيسُورِي إلى إيطاليا في عام 1922 بالنيابة عن الحكومة لإلقاء محاضرة ثم لمراقبة وتفتيش مدارس مُونْتِيسُورِي الإيطالية. في وقت لاحق من ذلك العام تولى الفاشي بينيتو موسوليني السلطة في إيطاليا. في ديسمبر، عادت مُونْتِيسُورِي إلى إيطاليا للتخطيط لسلسلة من الدورات التدريبية السنوية تحت رعاية الحكومة. وفي عام 1923، أعرب وزير التعليم جيوفاني جنتيلي عن دعمه الرسمي لمدارس مُونْتِيسُورِي وتدريب المعلمين. التقى موسوليني عام 1922 بمُونْتِيسُورِي حيثُ أبدى إعجابه بعملها وقدم دعمه الرسمي لتعليم مُونْتِيسُورِي كجزء من البرنامج الوطني، وبذلك تم تغيير مُسمى مجموعة جمعية أصدقاء طريقة مُونْتِيسُورِي إلى أوبرا مُونْتِيسُورِي (جمعية مُونْتِيسُورِي) بميثاق حكومي. وبحلول عام 1926 أصبح موسوليني رئيسًا فخريًا للمنظمة. وأسس موسوليني كلية لتدريب المعلمين في مُونْتِيسُورِي عام 1927 دعمت الحكومة الإيطالية عام 1929 مجموعة واسعة من مؤسسات مُونْتِيسُورِي وبعد فترة دخلت مُونْتِيسُورِي والحكومة الإيطالية في صراع حول الدعم المالي والقضايا الأيديولوجية، خاصةً بعد محاضرات مُونْتِيسُورِي عن السلام والتعليم مما أدى إلى وضعها وابنها تحت المراقبة السياسية سنة 1923. وأخيرًا، في عام 1933، استقالت من أوبرا مونتيسوري، وفي عام 1934 غادرت إيطاليا وبذلك أنهت الحكومة الإيطالية أنشطة مُونْتِيسُورِي في البلاد في عام 1936.
البلدان الأخرى
حاضرت مُونْتِيسُورِي في فيينا في عام 1923، وَنُشِرَتْ مُحاضَراتُها باللغة الإنجليزية في عام 1936 تحت عنوان «الطفل في الأسرة». وبين عامي 1913 و1936، تم تأسيس مدارس ومجتمعات مُونْتِيسُورِي أيضًا في فرنسا، ألمانيا، سويسرا، بلجيكا، روسيا، صربيا، كندا، الهند، الصين، اليابان، إندونيسيا، أستراليا، نيوزيلندا.
جمعية مونتيسوري الدولية
عُقد أول مؤتمر دولي لمُونْتِيسُورِي في إلسينور، الدنمارك عام 1929، بالتزامن مع المؤتمر الخامس لزمالة التعليم الجديد. في هذا الحدث، أسست مُونْتِيسُورِي وابنها ماريو جمعية مُونْتِيسُورِي الدولية عام 1929 في هيليسينكور، بالدنمارك، للمحافظة على علم أصول التدريس وتطويره بهدف إتاحته لأكبر عدد ممكن من الأطفال في جميع أنحاء العالم. تحدد اللجنة التربوية للجمعية ولجنة المواد الخاصة بالجمعية طبيعة المواد التعليمية المستخدمة في مدارس مونتيسوري؛ إضافةً إلى الإشراف على أنشطة المدارس والمجتمعات في جميع أنحاء العالم وكذلك الإشراف على تدريب المعلمين. كما تسيطر هذه الجمعية على كل المنشورات التي تُنشر باسم مُونْتِيسُورِي ومن أهم الرُعاة لها هم: سيغموند فرويد، وجان بياجيه، وروبندرونات طاغور.
السلام العالمي
تحدثت مُونْتِيسُورِي عن السلام والتعليم في المؤتمر الدولي الثاني لمُونْتِيسُورِي في نيس-فرنسا عام 1932، نُشرت هذه المحاضرة من قِبل المكتب الدولي للتعليم، جنيف، سويسرا. في عام 1932، تحدثت مُونْتِيسُورِي في نادي السلام الدولي في جنيف، سويسرا، حول موضوع السلام والتعليم. عقدت مُونْتِيسُورِي مؤتمرات سلام من 1932 إلى 1939 في جنيف وبروكسل وكوبنهاغن وأوترخت، والتي نُشِرت لاحقًا باللغة الإيطالية والإنجليزية تحت عنوان التعليم والسلام. في عام 1949 تم ترشيح مُونْتِيسُورِي لجائزة نوبل للسلام، ورشحت مرةً أخرى في عام 1950 وعام 1951.
لارين، هولندا (1936-1939)
في عام 1936، غادرت مُونْتِيسُورِي وعائلتها برشلونة إلى إنجلترا، وسرعان ما انتقلوا إلى لارين، بالقرب من أمستردام. وواصلت مُونْتِيسُورِي وابنها ماريو تطوير مواد جديدة، ومنها رموز القواعد النحوية، وبطاقات مصطلحات علم النبات. وبظل تصاعد التوترات العسكرية في أوروبا أصبحت مُونْتِيسُورِي تُشَدد على السلام. في عام 1937، عُقد مؤتمر مُونْتِيسُورِي الدولي السادس حول موضوع «التعليم من أجل السلام»، ودعت مُونْتِيسُورِي إلى «علم السلام» وتحدث عن دور تعليم الطفل كمفتاح لإصلاح المجتمع. في عام 1938، دُعيت مُونْتِيسُورِي إلى الهند من قبل الجمعية الثيوصوفية لإعطاء دورة تدريبية، وفي عام 1939 غادرت هولندا مع ابنها ماريو.

### 1939–1946: مونتيسوري فيالهند

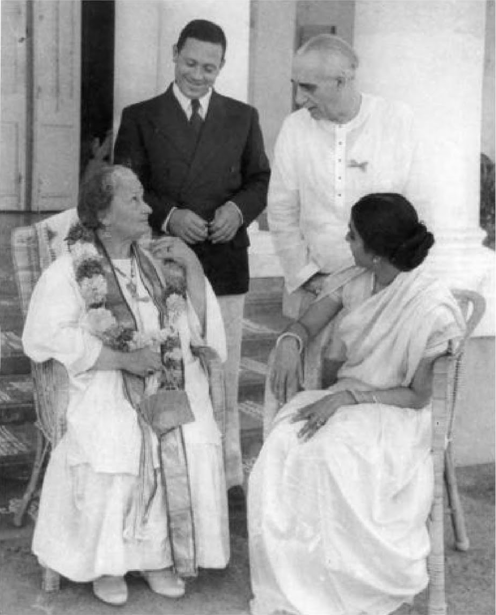
ماريا مونتيسوري مع ابنها ماريو (على اليسار) وجورج أرونديل مع زوجته روكميني ديفي (على اليمين)، في الهند حوالي عام 1939.

كانت مدرسة مُونْتِيسُورِي مرغوبة بالهند منذ أنَّ درس أحد طلبة الهنود في مدرسة مُونْتِيسُورِي في روما فأصبح الطلاب الهنود في عشرينيات وثلاثينيات القرن الماضي يذهبون خارج البلاد ليدرسوا في مدارسها. تشكلت جمعية مُونْتِيسُورِي الهندية سنة 1926 وتُرجمت مناهج مُونْتِيسُورِي إلى اللغة الكجراتية واللغة الهندية في عام 1927. وبحلول عام 1928 أسس الشاعر روبندرونات طاغور المدارس الهندية المُونْتِيسُورِية، وكان الاهتمام الهندي بتعليم مُونْتِيسُورِي ممثلًا بقوة في المؤتمر الدولي في عام 1929.
شاركت مُونْتِيسُورِي المجتمع الثيوصوفية الهندي سنة 1907، وساعدت بتأسيس الحركة الثيوصوفية لجعل التعليم ممكنا للعائلات الفقيرة.
الاعتقال في الهند
قدمت مُونْتِيسُورِي دورة تدريبية في الجمعية الثيوصوفية في تشيناي عام 1939، وكانت تنوي إعطاء جولة المحاضرات في مختلف الجامعات، ثم العودة إلى أوروبا. لكن عندما دخلت إيطاليا الحرب العالمية الثانية إلى جانب الألمان في عام 1940، احتجزت بريطانيا جميع الإيطاليين في المملكة المتحدة ومستعمراتها. لكن سُمح لها بإجراء دورات تدريبية. تم إجراء ستة عشر دورة خلال هذا الوقت، وخلق قاعدة قوية للغاية لطريقتها هنالك. بقيت مُونْتِيسُورِي في تشيناي وكوديكانال حتى عام 1946.
المواد الابتدائية والتعليم الكوني
خلال السنوات التي امضتها في الهند، واصلت مُونْتِيسُورِي وابنها ماريو تطوير طريقتها التعليمية. تم تقديم مصطلح «التربية الكونية» لوصف نهج للأطفال الذين تتراوح أعمارهم بين ستة إلى اثني عشر عامًا والذي أكد على الترابط بين جميع عناصر العالم الطبيعي. خلال هذا النهج عمل الأطفال بشكل مباشر مع النباتات والحيوانات في بيئاتهم الطبيعية، وطورت مُونْتِيسُورِي دروسًا ورسومًا توضيحية ومخططات ونماذج لكي تستخدام مع الأطفال في سن الابتدائية. تم إنشاء مواد علم النبات وعلم الحيوان والجغرافيا. وبين عامي 1942 و1944 تم دمج هذه العناصر في دورة متقدمة للعمل مع الأطفال من عمر 6 سنوات إلى 12 سنة. أدى هذا العمل إلى إنتاج كتابين وهما:  التعليم من أجل عالم جديد وتعليم قوة الإنسان.
أثناء تواجدها في الهند، استمرت مُونْتِيسُورِي بمراقبة الأطفال والمراهقين من جميع الأعمار وأكملت دراسة عن الطفولة. في عام 1944 ألقت سلسلة من ثلاثين محاضرة على مدى السنوات الثلاث الأولى من حياتها، وأعطت دورة تدريبية معترف بها من الحكومة في سريلانكا. جُمِعت هذه المحاضرات في عام 1949 في كتاب اسمتهُ «ما يجب أن تعرفه عن طفلك».
في عام 1944 مُنحت مُونْتِيسُورِي بعض حرية التنقل وسافرت إلى سريلانكا. وفي عام 1945 حضرت مؤتمر مُونْتِيسُورِي في جايبور ومع انتهاء الحرب عادت هي وعائلتها إلى أوروبا.

### 1946–1952: السنوات الأخيرة

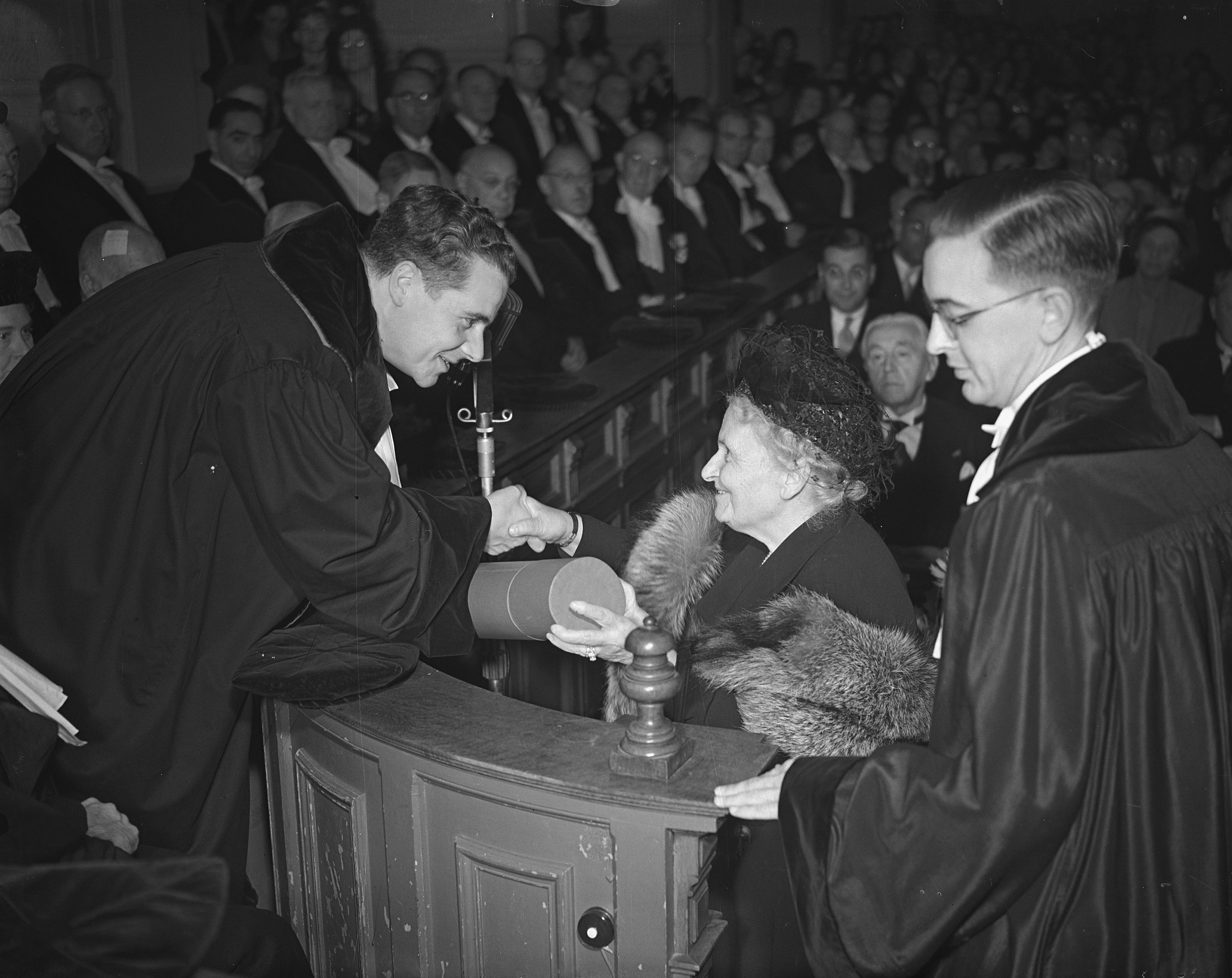
ماريا مونتيسوري في جامعة أمستردام في 18 سبتمبر 1950، عند منحها الدكتوراه الفخرية، ويظهر في الصورة البروفيسور دبليو. جي. فختينخ وهو يسلمها الشهادة.

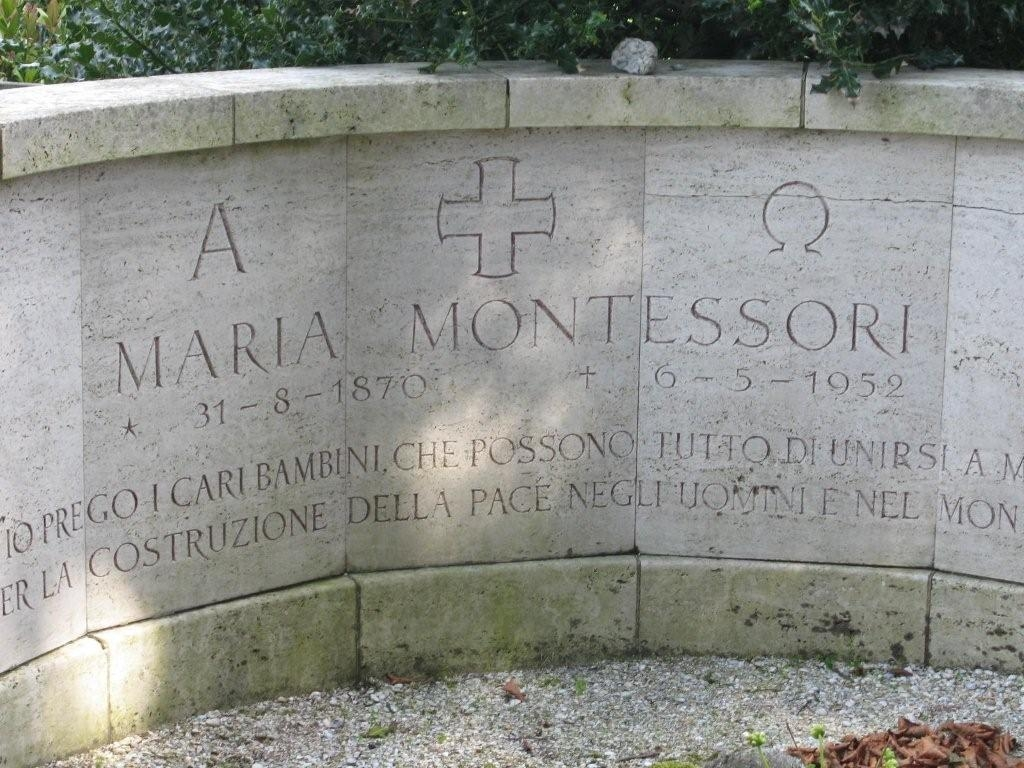
قبر ماريا مونتيسوري كتب عليه

في عام 1946، وبعمر 76 عامًا، عادت مُونْتِيسُورِي إلى أمستردام، لكنها قضت السنوات الست القادمة في السفر إلى أوروبا والهند. أعطت دورة تدريبية في لندن عام 1946، وفي عام 1947 افتتحت معهد تدريب هناك، وهو مركز مُونْتِيسُورِي. بعد بضع سنوات، أصبح هذا المركز مستقلاً عن مُونْتِيسُورِي واستمر كمركز تدريب سانت نيكولاس.
وفي عام 1947 أيضًا، عادت إلى إيطاليا لإعادة تأسيس أوبرا مُونْتِيسُورِي وقدمت دورتين تدريبيتين أخريين. في وقت لاحق من ذلك العام عادت إلى الهند وقدمت دورات في أديار وأحمد آباد. أدت هذه الدورات إلى كتاب أطلقت عليه «العقل الماص»، الذي وصفت فيه مُونْتِيسُورِي تطور الطفل منذ ولادته فصاعدًا. وفي عام 1948، تمت مراجعة الكتاب مرة أخرى ونشر باللغة الإنجليزية باسم «اكتشاف الطفل». في عام 1949 أعطت دورة في باكستان، وتأسست جمعية مُونْتِيسُورِي في باكستان.
عادت مُونْتِيسُورِي إلى أوروبا في عام 1949 وحضرت مؤتمر مُونْتِيسُورِي الدولي الثامن في سانريمو، إيطاليا، حيث تم عرض فصل دراسي نموذجي. وفي السنة ذاتها تم إنشاء أول دورة تدريبية لمراحل نمو الطفل منذ الميلاد حتى سن ثلاث سنوات، أسست مدرسة مُونْتِيسُورِي لمساعدة الأطفال وأيضًا تم ترشيحها لجائزة نوبل للسلام.
حصلت مُونْتِيسُورِي أيضًا على وسام جوقة الشرف الفرنسي، ووسام الأورانج الهولندي، وحصلت على الدكتوراه الفخرية من جامعة أمستردام. في عام 1950 زارت الدول الاسكندنافية ومثلت إيطاليا في مؤتمر اليونسكو في فلورنسا الذي تم تقديمه في الدورة التدريبية الدولية التاسعة والعشرين في بيروجيا، وقدمت دورة وطنية في روما. رُشحت ثلاث مرات لجائزة نوبل للسلام.
توفيت مُونْتِيسُورِي بسبب نزيف في المخ في 6 مايو 1952، عن عمر يناهز 81 سنة في نوردفايك في هولندا.

## النقد
رغم أن مُونْتِيسُورِي ونهجها التعليمي كانا شائعين للغاية في الولايات المتحدة، إلا أنها لم تكن تخلو من المعارضة والجدل. كتب المؤسس التقدمي المؤثر ويليام هيرد كيلباتريك، أحد أتباع الفيلسوف الأمريكي والمصلح التربوي جون ديوي، كتابًا انتقاديًا بعنوان «طريقة مُونْتِيسُورِي تحت المجهر»، وكان له تأثير واسع. اتهم النقاد بأن طريقة مُونْتِيسُورِي عفا عليها الزمن وأنها صارمة للغاية، تعتمد بشكل مفرط على تدريب العقل، وترك مجال كبير للغاية للخيال والتفاعل الاجتماعي واللعب بالإضافة إلى ذلك، أصبح إصرار مُونْتِيسُورِي على فرض رقابة مشددة على تطوير طريقتها، وتدريب المعلمين، وإنتاج المواد واستخدامها، وإنشاء المدارس، مصدرًا للصراع والجدل.

## الإرث
ظهرت مدارس ماريا مُونْتِيسُورِي وصور مُونْتِيسُورِي على عُملات معدنية وأوراق نقدية لإيطاليا، وعلى طوابع هولندا، الهند، إيطاليا، جزر المالديف، باكستان، سريلانكا.

## الفلسفة التربوية
منهج مونتيسوري هو «نظام تعليمي متكامل له فلسفة خاصة به، يؤمن بأن الطفل يتعلم أفضل في بيئة اجتماعية تدعم وتغذي أنماط التطور الخاصة بكل طفل. تؤمن فلسفة مونتيسوري لا يمكن لأي إنسان أن يجبر إنسان آخر على التعلم، فعلى الإنسان أن يكون مستعدًا للتعلم بنفسه وإلا لن يتعلم مطلقًا. فعملية التعلم هي عملية مستمرة تمتد بعد سنوات الدراسة وذلك كون الإنسان محفزًا داخليًا وطبيعيًا لحب الاستطلاع واكتساب المعرفة.» يركز المنهج على الحرية والاستقلالية للطفل، إضافةً إلى التركيز على الاحتياجات العقلية والبدنية والأخلاقية والاجتماعية للأطفال. تعتبر طريقة مونتيسوري الطفل بأنه الشخص الذي يتوق بشكل طبيعي للمعرفة وقادر على بدء التعلم في بيئة تعليمية داعمة ومعدّة بعناية. وتومن فلسفتها بأنه «لا يمكن لأي إنسان أن يجبر إنسان آخر على التعليم، فعلى الإنسان أن يكون مستعدًا للتعلم بنفسه وإلا لن يتعلم مطلقًا.»

### الشخصيات المؤثرة بحياتها
تأثرت مُونْتِيسُورِي بأعمال جان إيتارد، وإدوارد سيجوا، وفريديريك فروبل، ويوهان هاينريش بستالوتزي، وجميعهم أكدوا على الاستكشاف والتلاعب الحسيَ. فقررت العمل مع الأطفال ذوي الاحتياجات الخاصة، واستخدمت في مدرستها أساليب إيتارد وسيجوا فعمِلت على تدريب الأطفال على الأنشطة البدنية مثل المشي واستخدام الملعقة، وتدريب حواسهم عن طريق التعرض للمشاهد والروائح، والتجارب اللمسية، وإدخال الحروف في شكل اللمس. وعرفت هذه المواد لاحقًا باسم مواد مُونْتِيسُورِي الحسية.

### علم أصول التدريس
اعتبرت مُونْتِيسُورِي عملها في مدرستها وأبحاثها التي أجرتها على الأطفال علم أصول التدريس وهو كان يُعتبر المفهوم المثالي للتدريس في ذلك الوقت. دعت ليس فقط لمراقبة وقياس الطلاب، ولكن لتطوير أساليب جديدة من شأنها أن تطورهم حيث أنَّ التعليم العلمي هو الذي قائم، على أساس العلم، بتعديل الفرد وتحسينه.

### بيت الأطفال

ماريا مونتيسوري مع طفلة صغيرة.

من خلال عملها مع الأطفال العاديين استطاعت مُونْتِيسُورِي أن تطور علم التدريس الخاص بها، وذلك بمراقبة الأطفال واعطائهم حرية التصرف في بيئة مُعدة تخدم جميع احتياجاتهم. وتوصلت إلى أن نشاط الأطفال التلقائي في هذه البيئة قد كشف عن برنامج داخلي للتنمية، وأكدت على أن دور المعلم يتمثل في مُلاحظة الطفل من أجل تحديد اهتماماته وميولاته، ومن ثم إعداد البيئة الملائمة لتناسب احتياجات الطفل. أي أن كل ما يحيط بالطفل يجب أن يكون لخدمته ويلبي احتياجاته.
بناءً على ذلك جُهزت الفصول الدراسية بمفروشات بحجم الطفل. أيضًا مُنح الأطفال حرية اختيار وتنفيذ أنشطتهم الخاصة واتباع ميولهم الخاصة في هذه الظروف. قدمت مُونْتِيسُورِي عددًا من الملاحظات التي أصبحت أساس عملها. أولاً، لاحظت تركيزًا كبيرًا في الأطفال وتكرارًا تلقائيًا للأنشطة المختارة. لاحظت أيضًا ميلًا قويًا لدى الأطفال إلى ترتيب بيئتهم الخاصة وعندما اختار الأطفال بعض الأنشطة على أنشطة أخرى، حسنت مُونْتِيسُورِي المواد التي قدمتها لهم. مع مرور الوقت، بدأ الأطفال في إظهار ما أسمته «الانضباط التلقائي».

### تطور المدرسة المونتيسورية في الوقت الحاضر
واصلت مُونْتِيسُورِي تطوير أصولها التعليمية ونموذجها للتنمية البشرية أثناء قيامها بتوسيع نطاق عملها ليشمل الأطفال الأكبر سنًا. رأت السلوك البشري مسترشدًا بخصائص عالمية فطرية في علم النفس البشري، والتي حددها ابنها ومعاونها ماريو مُونْتِيسُورِي على أنها «ميول بشرية» في عام 1957. وبالإضافة إلى ذلك، لاحظت أربع فترات مميزة، أو «مراحل»، في التنمية البشرية، تمتد منذ الميلاد إلى 6 سنوات، ومن 6 سنوات إلى 12 سنة، ومن 12 سنة إلى 18 سنة، ومن 18 إلى 24 سنة. رأت خصائص مختلفة، وسائل التعلم، والضرورات التنموية النشطة في كل من هذه المراحل، ودعت إلى مناهج تعليمية محددة لكل فترة. وعلى مدار حياتها طورت مُونْتِيسُورِي أساليب ومواد تعليمية لأول مرحلتين، منذ الميلاد وحتى 12 سنة، وكتبت وحاضرت عن المرحلتين الثالثة والرابعة. أنشأت ماريا أكثر من 4000 فصل دراسي من مُونْتِيسُورِي في جميع أنحاء العالم. وتُرجمت كتبها إلى العديد من اللغات المختلفة لتدريب المعلمين الجدد. تم تثبيت أساليبها في مئات المدارس العامة والخاصة في جميع أنحاء الولايات المتحدة.

## أعمالها
نشرت مُونْتِيسُورِي عددًا من الكتب والمقالات والنشرات أثناء حياتها، أغلبها كانت تُنشر أوّلًا باللغة الإيطالية، إلّا أنها أصدرت أعمالًا أخرى باللغة الإنجليزية، الإسبانية، الفرنسية والألمانية قبل أن تُترّجم إلى الإيطالية لاحقًا. وفقا لكرامر، "الأعمال الرئيسية التي نشرت قبل عام 1920 (طريقة مُونْتِيسُورِي، الأنثروبولوجيا التربوية، طريقة مُونْتِيسُورِي المتقدمة - النشاط التلقائي في التعليم ومواد مُونْتِيسُورِي الابتدائية)، كُتبت بالإيطالية وترجمتها تحت إشرافها ومع ذلك تم نسخ العديد من أعمالها اللاحقة من محاضراتها ونشرت لاحقًا فقط ضمن مجلدات. فيما يلي قائمة بأعمال مُونْتِيسُورِي، مرتبة حسب تاريخ نشرها، ولغة العمل عند نشره أوّل مرّة:
| أعمال ماريا مُونْتِيسُورِي                                                                                         | أعمال ماريا مُونْتِيسُورِي | أعمال ماريا مُونْتِيسُورِي                                          | أعمال ماريا مُونْتِيسُورِي | أعمال ماريا مُونْتِيسُورِي   | أعمال ماريا مُونْتِيسُورِي | أعمال ماريا مُونْتِيسُورِي                     |
| عنوان الإصدار الأول بلغة النشر                                                                                | تاريخ الإصدار         | تاريخ الإصدار المُنقّح                                           | عنوان العمل المُترجَم | تاريخ نشر العمل المترجم | ملاحظات | ردمك                                      |
| --- | --------------------- | -------------------------------------------------------------- | --- | ----------------------- | --- | ----------------------------------------- |
| (بالإيطالية: Il Metodo della Pedagogia Scientifica applicato all'educazione infantile nelle Case dei Bambini)‏ | 1909                  | صدرت أكثر من نسخة منقحة في الأعوام التالية: 1913 • 1926 • 1935 | (بالإنجليزية: The Montessori Method: Scientific Pedagogy as Applied to Child Education in the Children's Houses)‏                       | 1912                    | أُعيد إصدار نسخة منقحة منه باللغتين الإنجليزية والإيطالية في عامي: - 1948 بعنوان: (بالإنجليزية: The Discovery of the Child)‏ - 1950 بعنوان: (بالإيطالية: La scoperta del bambino)‏ | (ردمك 9781596059436) (ردمك 9780345336569) |
| (بالإيطالية: Antropologia Pedagogica)‏                                                                         | 1910                  | -                                                              | (بالإنجليزية: Pedagogical Anthropology)‏                                                                                                | 1913                    | - | (ردمك 9781178332841)                      |
| (بالإنجليزية: Dr. Montessori's Own Handbook)‏                                                                  | 1914                  | -                                                              | (بالإيطالية: Manuale di pedagogia scientifica)‏                                                                                         | 1921                    | - | (ردمك 9780805209211)                      |
| (بالإيطالية: L'autoeducazione nelle scuole elementari)‏                                                        | 1916                  | -                                                              | (بالإنجليزية: The Advanced Montessori Method, Vol. I: Spontaneous Activity in Education; Vol. II: The Montessori Elementary Material.)‏ | 1917                    | - | (ردمك 9781851092338)                      |
| (بالإيطالية: I bambini viventi nella Chiesa)‏                                                                  | 1922                  | -                                                              | (بالإنجليزية: The Child in the Church)‏                                                                                                 | 1929                    | يُعّد هذا العمل هو كتاب ماريا مونتيسوري الأوّل عن القداس الكاثوليكي، المكتوب بناء على وجهة نظر الأطفال.                                                                            | (ردمك 9780999170625)                      |
| (بالألمانية: Das Kind in der Familie)                                                                         | 1923                  | -                                                              | (بالإنجليزية: The Child in the Family)‏ (بالإيطالية: Il bambino in famiglia)‏                                                            | 1929 1936               | - | (ردمك 9780380010967)                      |
| (بالإسبانية: Psico Geométria)‏                                                                                 | 1934                  | -                                                              | (بالإنجليزية: Psychogeometry)‏ | 2011                    | - | (ردمك 9789079506064)                      |
| (بالإسبانية: Psico Aritmética)‏                                                                                | 1934                  | -                                                              | (بالإيطالية: Psicoaritmetica)‏ | 1971                    | - | -                                         |
| (بالفرنسية: L'Enfant)‏                                                                                         | 1936                  | -                                                              | (بالإنجليزية: The Secret of Childhood)‏ (بالإيطالية: Il segreto dell'infanzia)‏                                                          | 1936 1938               | - | (ردمك 9780345305831)                      |
| (بالفرنسية: De l'enfant à l'adolescent)‏                                                                       | 1948                  | -                                                              | (بالإنجليزية: From Childhood to Adolescence)‏ (بالإيطالية: Dall'infanzia all'adolescenza)‏                                               | 1949 1948               | - | (ردمك 9780805205008)                      |
| (بالإيطالية: Educazione e pace)‏                                                                               | 1949                  | -                                                              | (بالإنجليزية: Peace and Education)‏ | 1949                    | - | (ردمك 9781851091683)                      |
| (بالإيطالية: Formazione dell'uomo)‏                                                                            | 1949                  | -                                                              | (بالإنجليزية: The Formation of Man)‏ | 1949                    | - | (ردمك 9781851090976)                      |
| (بالإنجليزية: The Absorbent Mind)‏                                                                             | 1949                  | -                                                              | (بالإيطالية: La mente del bambino. Mente assorbente)‏                                                                                   | 1952                    | - | (ردمك 9780805041569)                      |
| (بالإنجليزية: Education for a New World)‏                                                                      | 1947                  | -                                                              | (بالإيطالية: Educazione per un mondo nuovo)‏                                                                                            | 1970                    | - | (ردمك 9781851090952)                      |
| (بالإنجليزية: To Educate the Human Potential)‏                                                                 | 1947                  | -                                                              | (بالإيطالية: Come educare il potenziale umano)‏                                                                                         | 1970                    | - | (ردمك 9781851090945)                      |

## معرض الصور

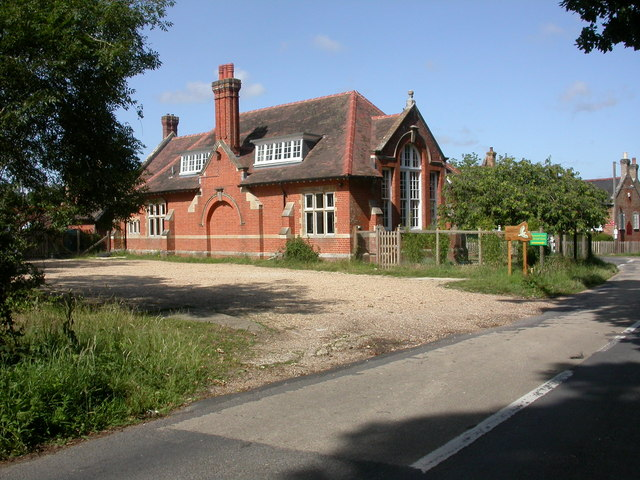
مدرسة ماريا مُونْتِيسُورِي في المملكة المتحدة.
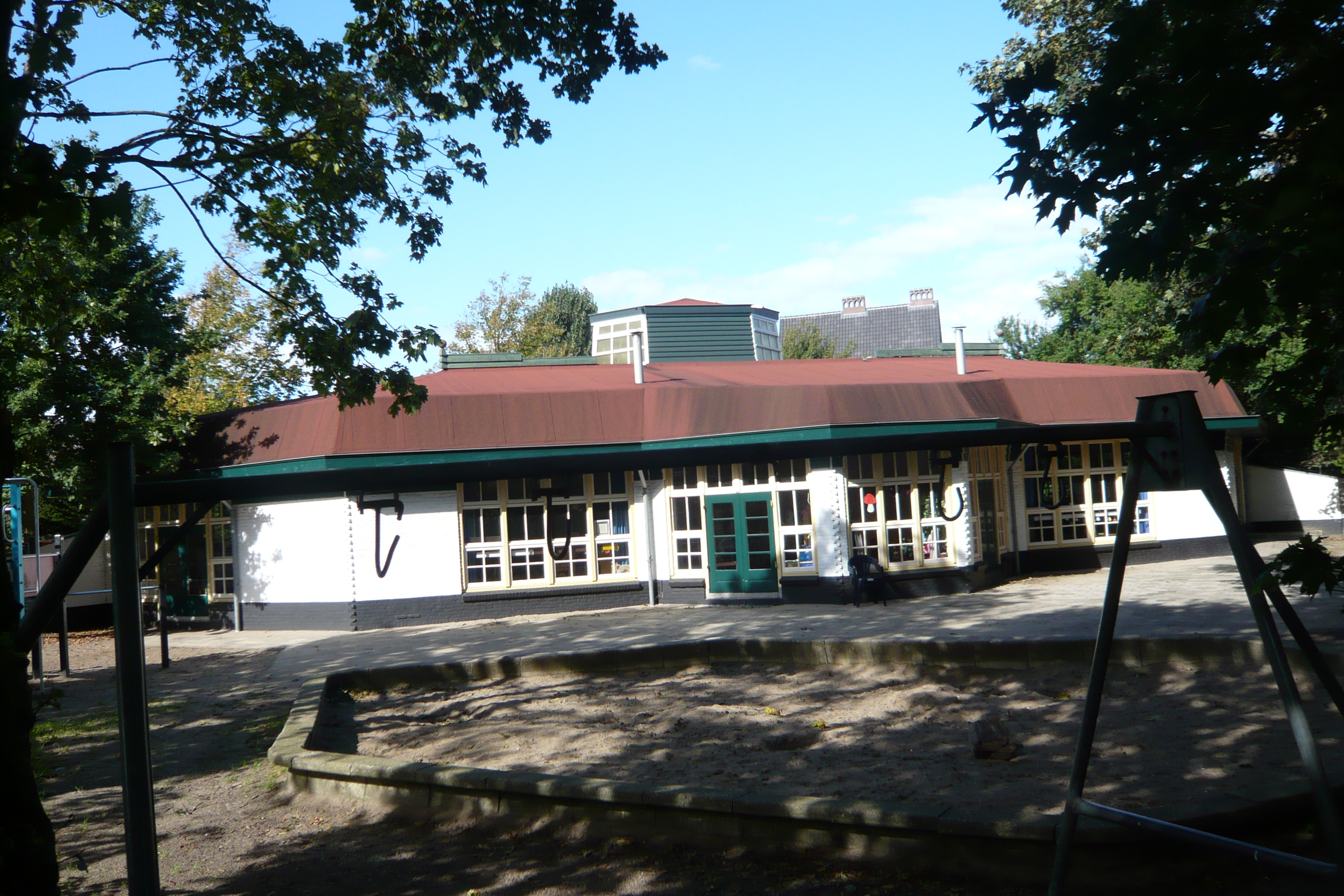
مدرسة ماريا مُونْتِيسُورِي في هولندا.
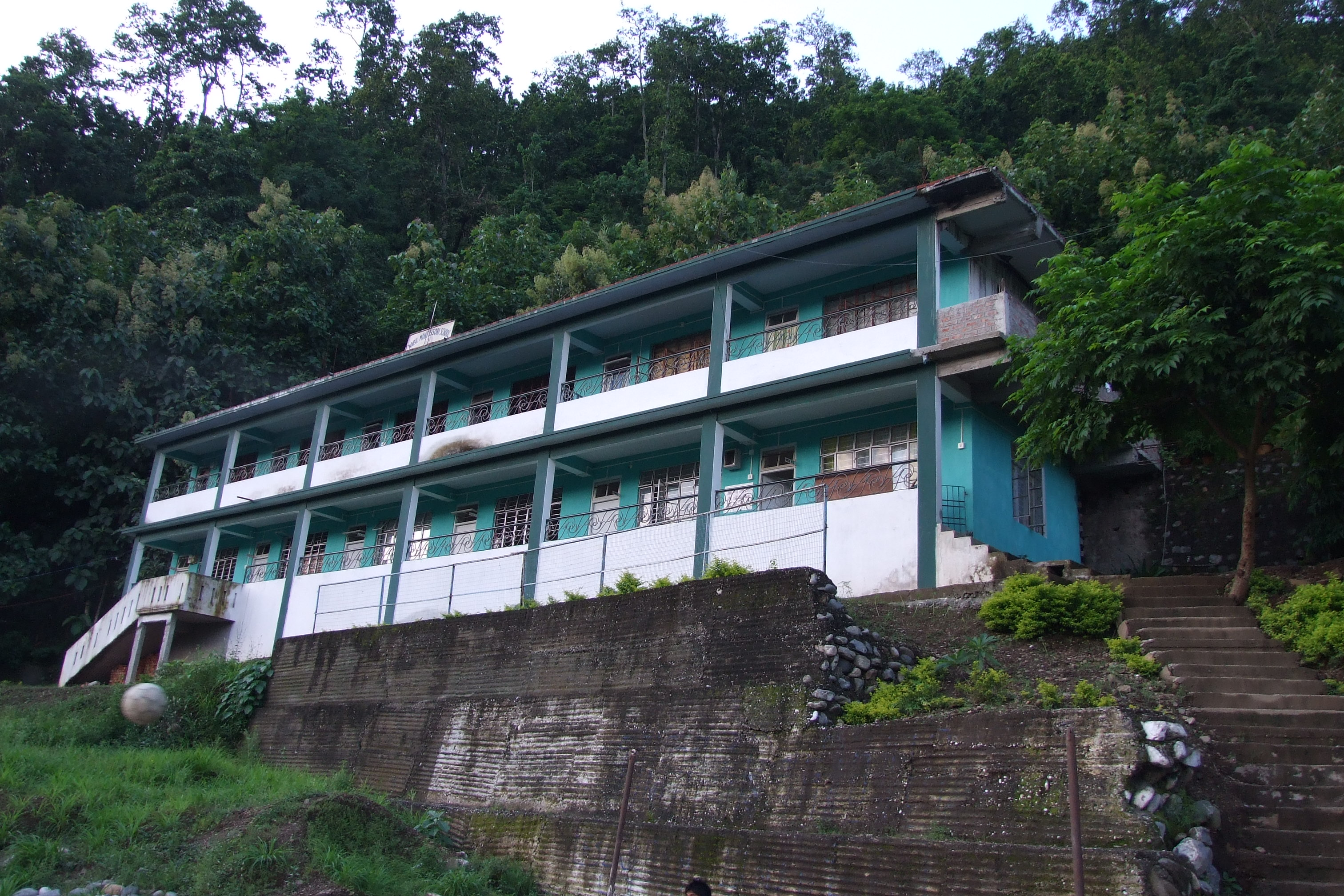
مدرسة ماريا مُونْتِيسُورِي في الهند.
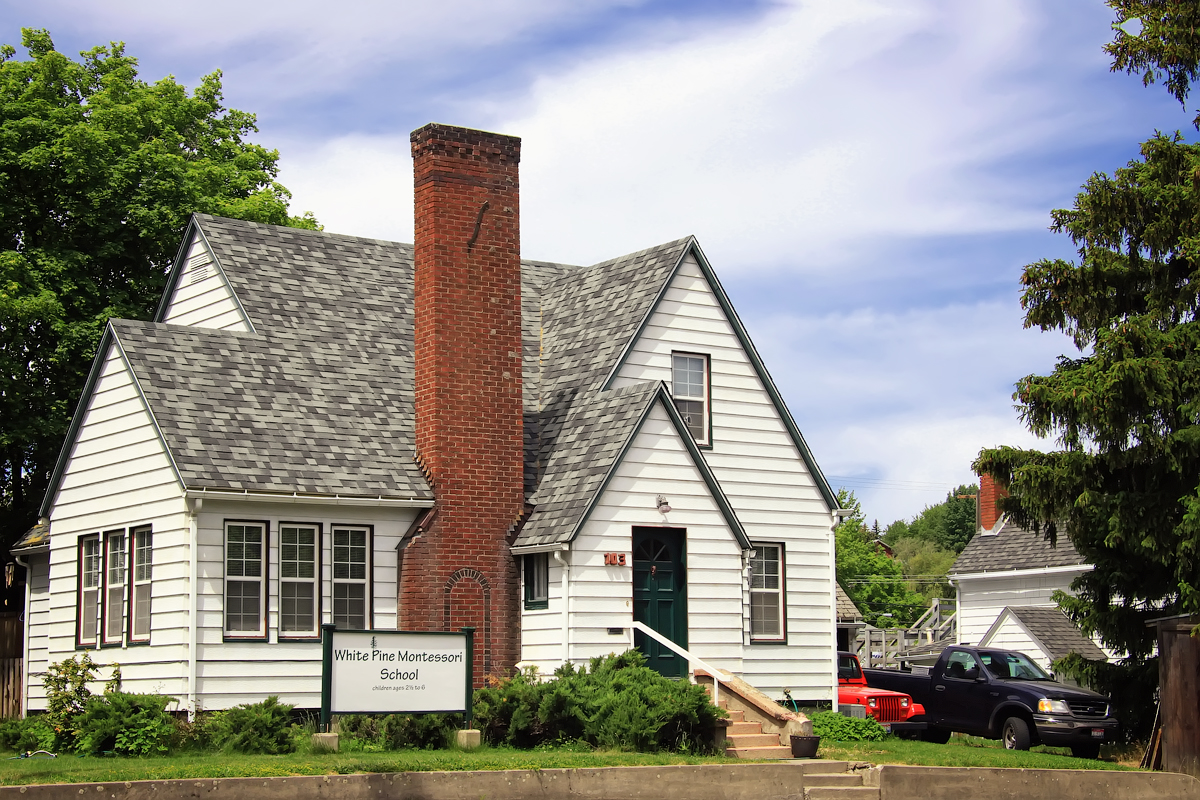
مدرسة ماريا مُونْتِيسُورِي في الولايات المتحدة.
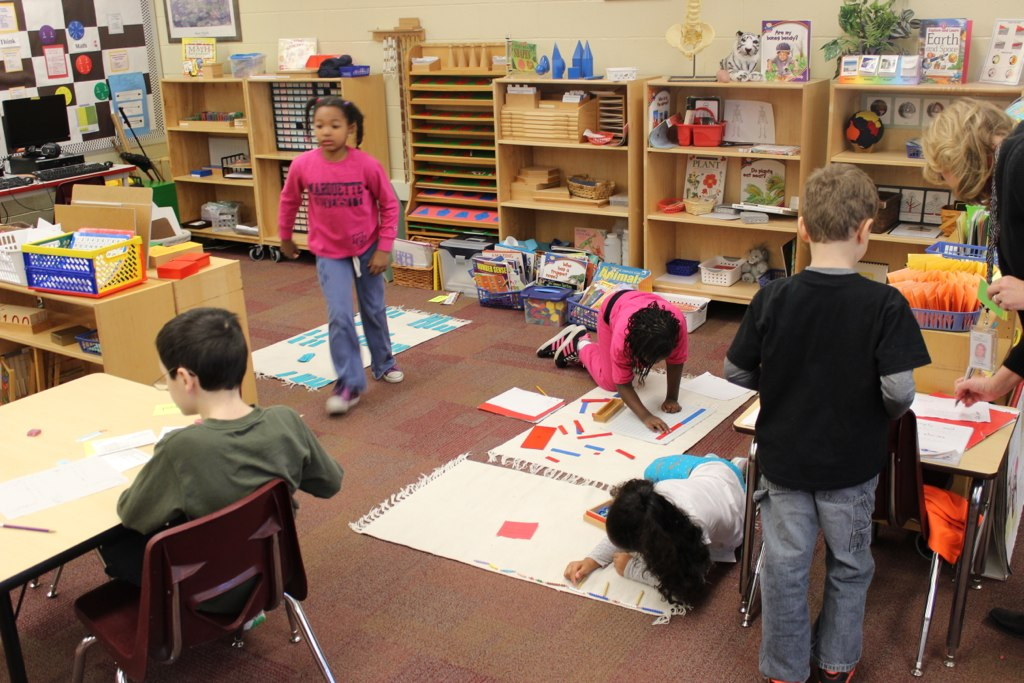
فصل ماريا مُونْتِيسُورِي في الولايات المتحدة.
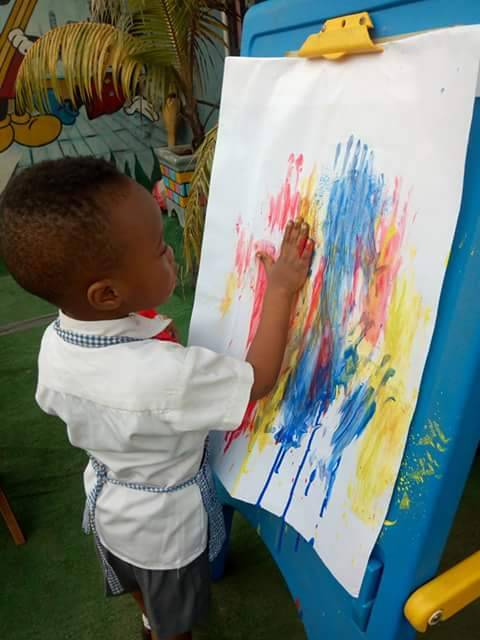
طفل يرسم في إحدى مدارس مُونْتِيسُورِي.
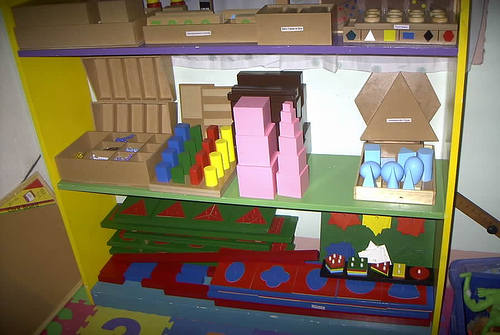
المواد التعليمية المستخدمة في مدارس مُونْتِيسُورِي.
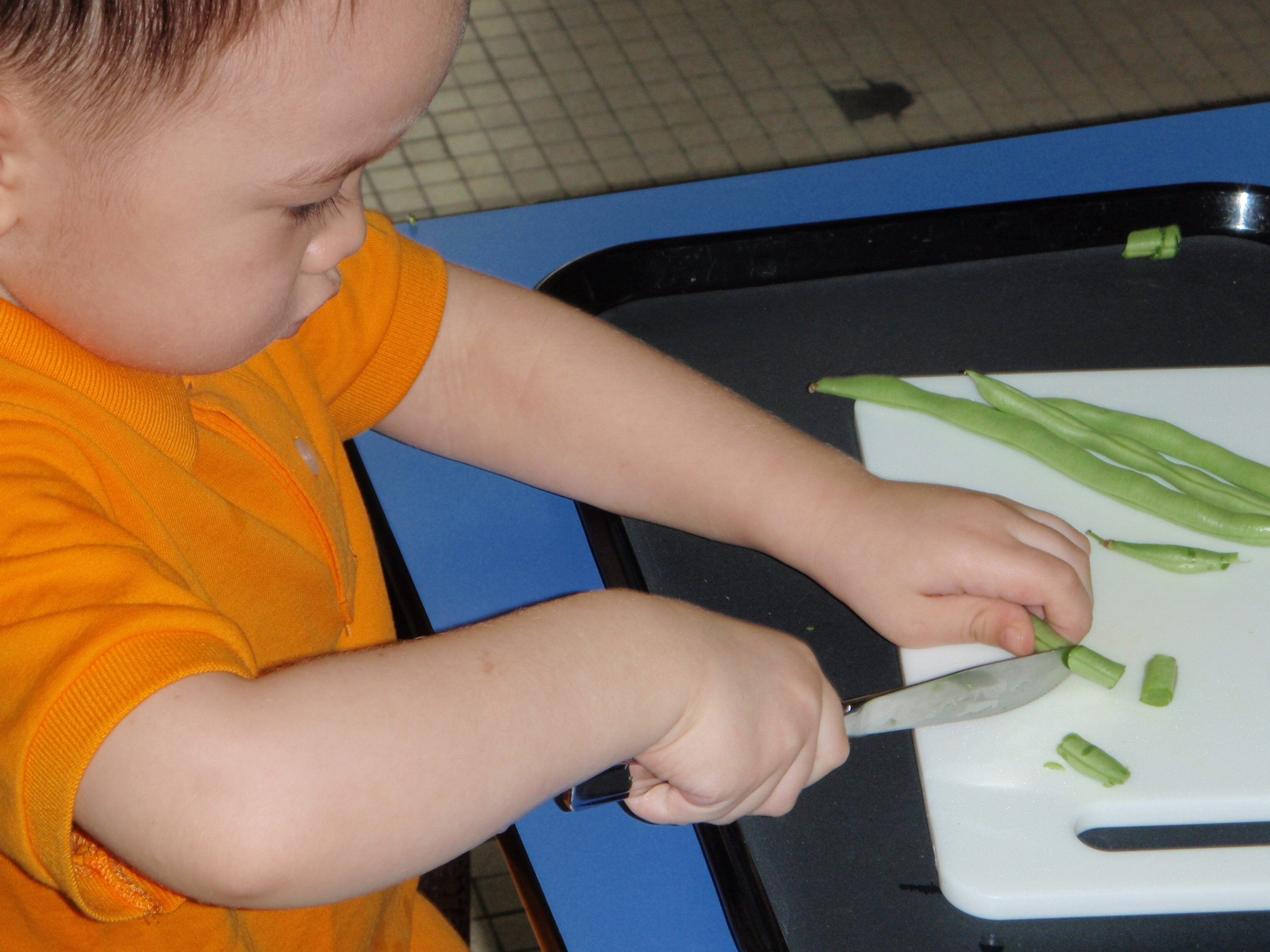
طفل في مدرسة مُونْتِيسُورِي بسنغافورة.

## وصلات خارجية
- ماريا مونتيسوري على موقع الموسوعة البريطانية (الإنجليزية)
- ماريا مونتيسوري على موقع مونزينجر (الألمانية)
- ماريا مونتيسوري على موقع إن إن دي بي (الإنجليزية)

- جمعية مُونْتِيسُورِي الدولية
- جمعية مُونْتِيسُورِي الأمريكية
- دراسات مُونْتِيسُورِي في جامعة روما
- ماريا مُونْتِيسُورِي في الهند
- مركز دراسات مُونْتِيسُورِي في منزلها الأصلي في كيارافالي، إيطاليا.
- النص الإلكتروني لـ «طريقة مُونْتِيسُورِي» بقلم ماريا مُونْتِيسُورِي
- سيرة ماريا مُونْتِيسُورِي
- مؤسسة مُونْتِيسُورِي
- صور ماريا مُونْتِيسُورِي (1913–1951)
- مؤلفات ماريا مُونْتِيسُورِي في مشروع غوتنبرغ
- أعمال أو نبذة عن ماريا مونتيسوري على أرشيف الإنترنت
- أعمال ماريا مونتيسوري في ليبري فوكس